# Паул Клее
Паул Клее (на немски: Paul Klee) е швейцарско-германски художник. Един от най-изявените художници на 20 век, той не принадлежи към никое течение, макар че е повлиян от различни стилове, сред които експресионизъм, кубизъм и сюрреализъм.

## Биография
Клее е роден на 18 декември 1879 г. в Мюнхенбухзе, край Берн в Швейцария. Майка му е швейцарка, а баща му – германец, преподавател по музика. Съгласно швейцарското законодателство Клее получава гражданството на баща си. В края на живота си прави опити да получи швейцарско гражданство, но така и не успява.
Паул Клее от малък започва да се занимава с рисуване и музика. Първоначално възнамерява да стане музикант, но по-късно решава да се посвети на изобразителното изкуство. През 1898 г. заминава за Мюнхен, където учи при Хайнрих Книр, а от 1899 г. – в Академията за изящни изкуства при Франц фон Щук. След пътуване до Италия и Берн, той се установява в Мюнхен, където се запознава с Василий Кандински, Франц Марк и други представители на местния авангард. През 1906 г. се жени за пианистката Лили Щумпф, от която има един син.
След Първата световна война, по време на която рисува камуфлажи по самолетите на германската армия, Клее преподава в академията Баухаус във Ваймар и от 1926 г. – Десау, която напуска през 1931 г. и става преподавател в Дюселдорф. След като нацистите вземат властта през 1933 г. и обявяват изкуството му за „изродено“, известният със симпатиите си към левицата Клее заминава за Швейцария.
Около 1935 Паул Клее започва да страда от симптомите на болест, диагностицирана след смъртта му като склеродерма. Умира на 29 юни 1940 г. в Муралто.